# Kanadische Badmintonmeisterschaft 1923
Die Kanadische Badmintonmeisterschaft 1923 fand in Ottawa statt. Es war die zweite Auflage der nationalen kanadischen Titelkämpfe im Badminton.

## Titelträger
| Disziplin    | Sieger                           |
| ------------ | -------------------------------- |
| Herreneinzel | Pat McTaggart Cowan              |
| Dameneinzel  | Marcelle Brunet                  |
| Herrendoppel | Pat McTaggart Cowan G. H. Gorges |
| Damendoppel  | C. A. Boone R. George            |
| Mixed        | G. H. Gorges Mrs. W. M. Stewart  |